# كليمنت إس. هيل
كليمنت إس. هيل (بالإنجليزية: Clement S. Hill)‏ هو محامي وسياسي أمريكي، ولد في 13 فبراير 1813 في الولايات المتحدة، وتوفي بنفس المكان في 5 يناير 1892. حزبياً، نشط في حزب اليمين. انتخب عضو مجلس النواب الأمريكي.